# ميشيل لوروا
ميشيل لوروا (بالفرنسية: Michel Leroy)‏ (و. 1931 – 2003 م) هو مخرج سينمائي، وممثل، من فرنسا، توفي عن عمر يناهز 72 عاماً.

## التعليم
تعلم في المعهد العالي للدراسات السينمائية (باريس).

## وصلات خارجية
- ميشيل لوروا على موقع IMDb (الإنجليزية)
- ميشيل لوروا على موقع أول موفي (الإنجليزية)
- ميشيل لوروا على موقع قاعدة بيانات الفيلم (الإنجليزية)
- ميشيل لوروا على موقع كينوبويسك (الروسية)